# Gare de Øksnavadporten
La gare d'Øksnevadporten est une halte ferroviaire située dans la commune de Klepp, comté du Rogaland. Elle est située à 22,42 km de Stavanger.

## Ligne de Jær
| Origine  | Arrêt précédent | Train | Train         | Train | Arrêt suivant | Destination |
| -------- | --------------- | ----- | ------------- | ----- | ------------- | ----------- |
| Egersund | Klepp           |       | [Non indiqué] |       | Ganddal       | Stavanger   |